# The Never Ending Road
The Never Ending Road è un singolo del musicista italiano Dardust, pubblicato il 23 settembre 2016 come terzo estratto dal secondo album in studio Birth.

## Video musicale
Il video, diffuso nel medesimo giorno, è stato diretto da Martina Pastori e prodotto da Simone Raddi.

## Tracce
1. The Never Ending Road – 3:21

## Formazione
Hanno partecipato alle registrazioni, secondo le note di copertina di Birth:
Musicisti
- Dario Faini – arrangiamento, pianoforte, voce, sintetizzatore, elettronica, arrangiamento strumenti ad arco
- Vanni Casagrande – arrangiamento, programmazione, sintetizzatore, elettronica, batteria
- Carmelo Emanuele Piatti – arrangiamento strumenti ad arco, primo violino
- Isabel Gallego Lanau – secondo violino
- Matteo Lipari – viola
- Sofia Nitti – violoncello
- Martina Milzoni – contrabbasso

Produzione
- Dario Faini – produzione artistica, produzione
- Vanni Casagrande – produzione
- Birgir Jón Birgisson – registrazione pianoforte, batteria e percussioni
- Donato Romano – registrazione strumenti ad arco
- Nacor Fischetti – missaggio
- Sam John – mastering